# Linospadicinae
Linospadicinae es una subtribu de plantas con flores perteneciente a la familia de las palmeras (Arecaceae). Contiene los siguientes géneros.

## Géneros
Según GRIN
- Bacularia F. Muell. ex Hook. f. = Linospadix H. Wendl.
- Calyptrocalyx Blume
- Denea O. F. Cook = Howea Becc.
- Grisebachia Drude & H. Wendl. = Howea Becc.
- Howea Becc.
- Howeia Becc. = Howea Becc.
- Laccospadix Drude & H. Wendl.
- Linospadix Becc. ex Hook. f. = Calyptrocalyx Blume
- Linospadix H. Wendl.
- Paralinospadix Burret = Calyptrocalyx Blume